# Ida Wells

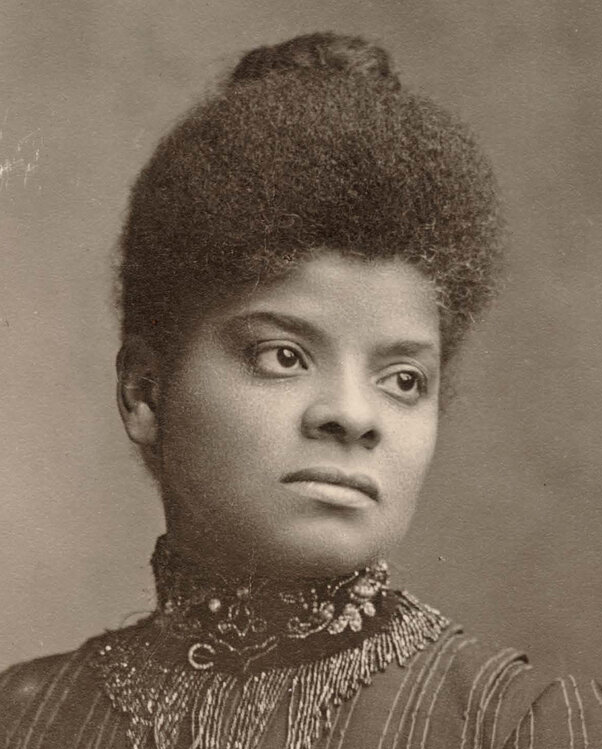
Ida B. Wells
(ca.1895), Cihak & Zima

Ida Bell Wells-Barnett (Holly Springs, 16 juli 1862 - Chicago, 25 maart 1931) was een Amerikaanse burgerrechten-activiste, die zich vooral inzette om het lynchen van zwarten – met name in de zuidelijke Verenigde Staten – tot het verleden te laten behoren.
Wells werd geboren in Mississippi. In 1884 weigerde ze een gescheiden treincoupé in Memphis te verlaten omdat er geen gelijkwaardig alternatief was. Het beginsel van de segregatie was "separate but equal". Nadat de treinmaatschappij haar met geweld uit de coupé liet verwijderen, klaagde ze het bedrijf aan. Ze won, maar in 1887 vernietigde het hooggerechtshof van de staat Tennessee het vonnis.
Vanaf 1889 was ze redactrice van een anti-segregatieblad in Memphis. Haar boek over lynchen, A Red Record, werd in 1895 gepubliceerd. In 1909 was Wells aanwezig toen de National Association for the Advancement of Colored People (NAACP) werd opgericht in New York.
Nadat in 1921 de eigenaar van een coöperatieve kruidenierswinkel voor de zwarte bevolking door blanken was gelyncht, verliet ze de stad voor Chicago. Als een van de eerste zwarte vrouwen stelde ze zich in 1930 beschikbaar voor het parlement van Illinois.

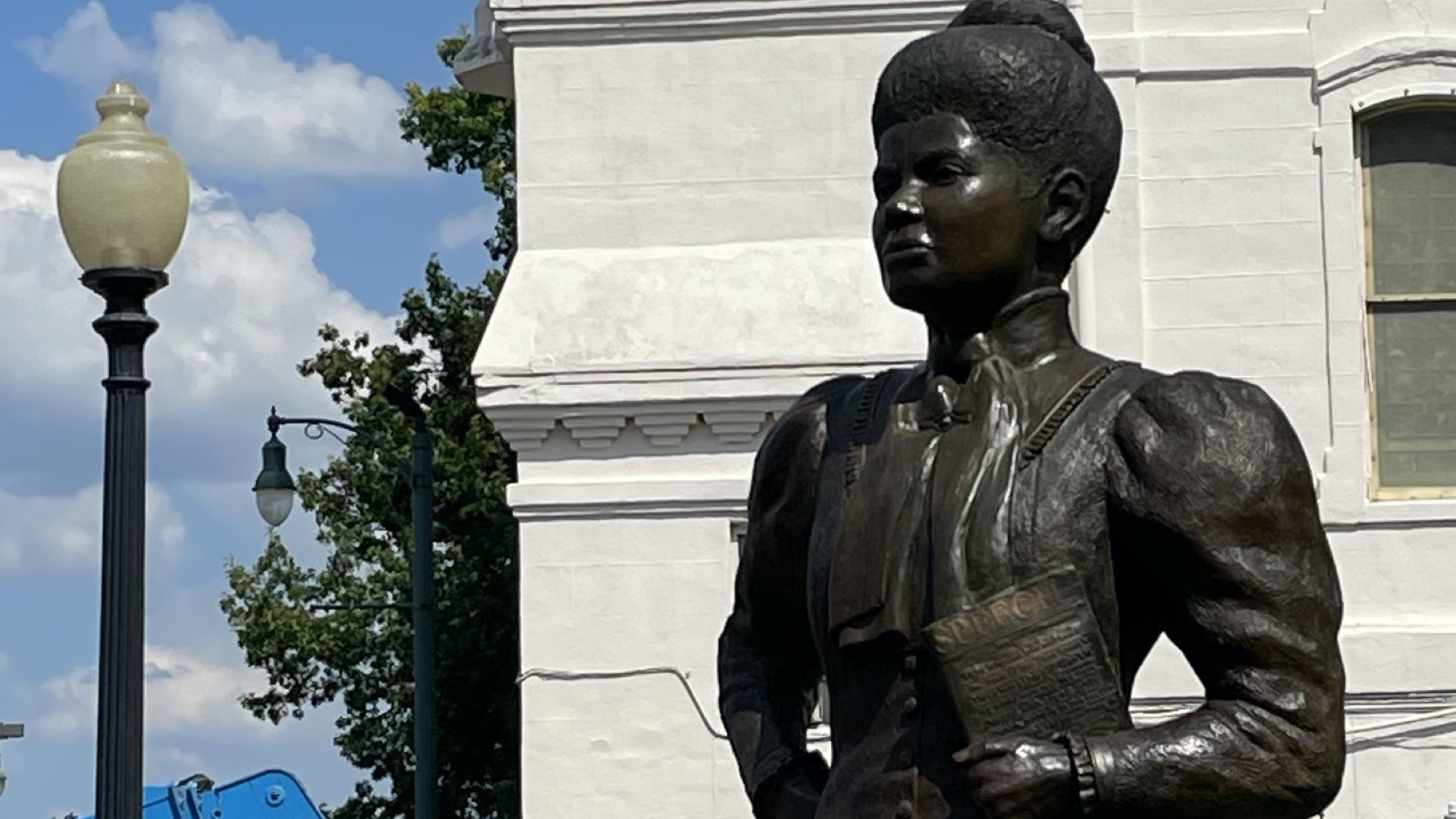
Standbeeld van Ida B. Wells in Memphis

Ida Wells stierf in 1931 in Chicago. In die stad werd later een nieuwbouwwijk naar haar genoemd en in San Francisco is er een middelbare school die haar naam draagt.